# Spiaggia delle Bombarde

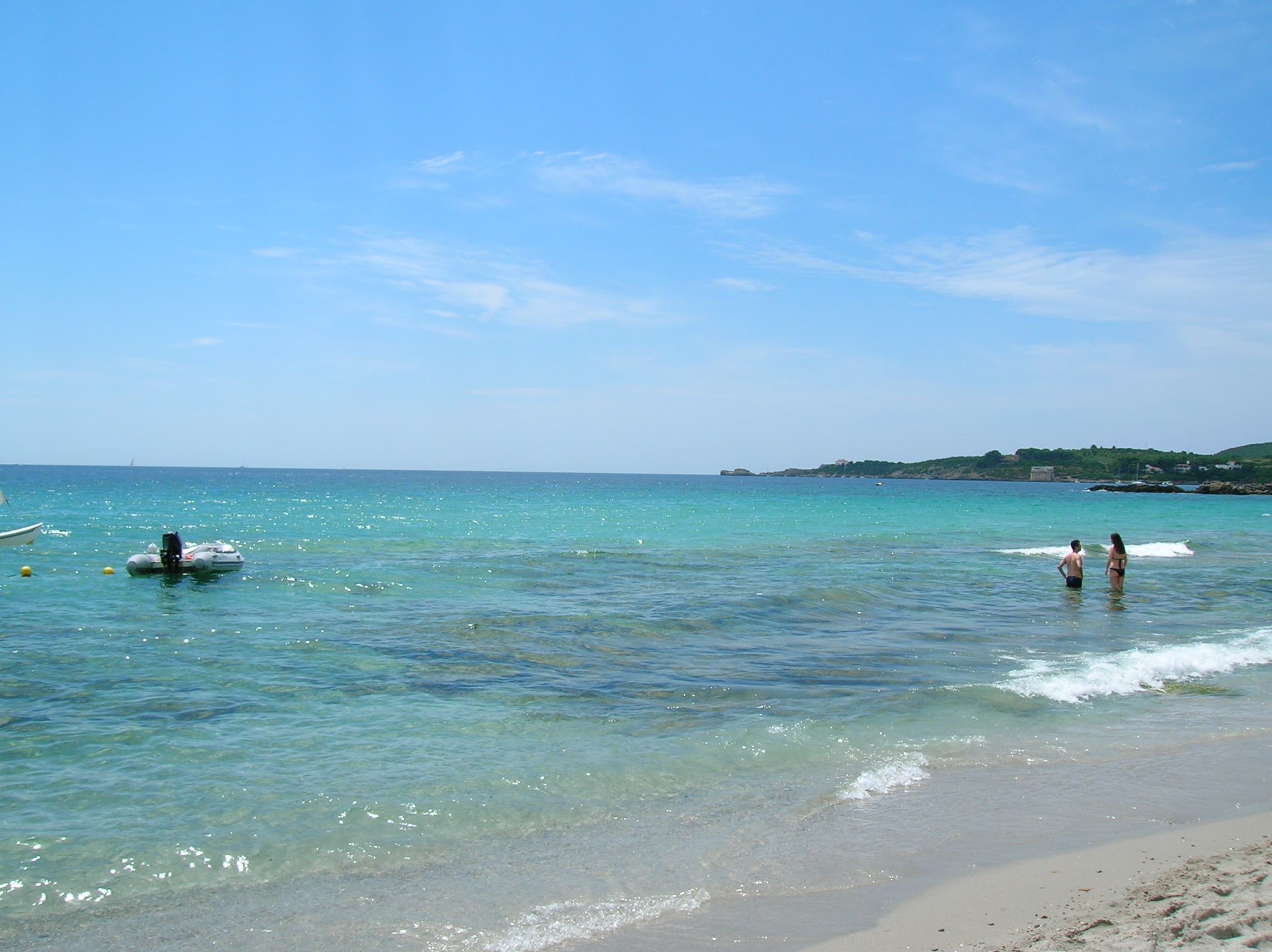
Le Bombarde

Le Bombarde è una spiaggia della Sardegna nord occidentale situata nel comune di Alghero. Dista circa 3 km da Fertilia e una decina da Alghero.

## Servizi pubblici
La spiaggia è molto conosciuta sia da sardi che da continentali. Per questo da vari anni c'è stato bisogno di costruire diversi chioschetti bar-ristorante per soddisfarei bisogni dei bagnanti, che non alloggiano nell'albergo. Sopra la spiaggia c'è un parcheggio a pagamento per macchine e moto.

## Erosione e avanzamento
La spiaggia delle Bombarde è stata sempre soggetta ad erosione e conseguente avanzamento. Negli anni dal 2008 al 2010 la spiaggia si è ritirata molto, fin quasi a livelli record. Nei primi anni del 2000 invece la spiaggia era completamente intatta. Negli anni 70 era invece un po' più piccola. I venti più dannosi per la spiaggia sono il libeccio, e in parte lo scirocco. Il primo il più dannoso quando spira d'inverno dal mare e forma grandi onde che poi con la risacca portano via la sabbia. Il secondo lo scirocco è meno dannoso perché la spiaggia è in parte riparata, però anche questo vento arreca gravi danni. Per quanto si possa pensare al maestrale come il vento più dannoso, in realtà monte Doglia e le colline formano una barriera contro questo vento. Ai primi di settembre 2010 si è proposto un progetto per il ripascimento per portare la sabbia dal mare dove si è accumulata, sino alla spiaggia.

## Paesaggio naturale
Dietro la spiaggia c'è la pineta delle bombarde, inclusa nel parco naturale regionale di Porto Conte. Prima quando non era ancora inclusa nella riserva naturale la pineta era soggetta a punti di discarica. Ora si procede al recupero ambientale. Quasi ogni estate la zona fra questa spiaggia e Fertilia è assalita dai cinghiali, per questo il parco regionale dà il permesso di cacciare per estirpare i cinghiali in eccesso nei momenti dovuti. Le specie vegetali più numerose della zona sono il pino marittimo, l'eucalipto, e la macchia mediterranea varia.